# Jaroměř (nový hrad)
Nový jaroměřský hrad stával na krčku ostrožny, u ústí Havlíčkovy ulice na náměstí Československé armády v Jaroměři, nedaleko starého hradu.

## Historie
O hradu se dochovalo jen velmi malé množství informací. Původně na jeho místě stávalo augustiniánské proboštství. Za Jiřího z Poděbrad došlo k přestavbě proboštství na hrad. Jaké byly jeho další osudy, není známo. Pravděpodobně poslední budova, obsahující zbytky hradu, byla zbořena v roce 1930 a nejspíše i v tomto roce byla zbořena hradní věž. Rekonstrukce je dnes nemožná. V těsné blízkosti stojí městská brána.